# Hofanlage Weg zur Schwimmenden Insel 2
Die Hofanlage Weg zur Schwimmenden Insel 2 in Elsfleth-Moorriem/Moordorf stammt aus dem 18. und dem frühen 20. Jahrhundert.

Aktuell (2023) wird sie als Wohnhaus und wohl landwirtschaftlich genutzt.
Die Gebäude stehen unter Denkmalschutz (siehe auch Liste der Baudenkmale in Elsfleth).

## Beschreibung
Die Hofanlage mit einem großen baumbestandenen Grundstück besteht aus:
- dem eingeschossigen giebelständigen Wohn- und Wirtschaftsgebäude von 1877 (Inschrift) als Zweiständer-Hallenhaus in Backstein und teils in Fachwerk mit Steinausfachungen, mit reetgedecktem Krüppelwalmdach und Niedersachsengiebeln sowie Grooter Door mit Korbbogen und Upkammer im Wohnteil,[2]
- der eingeschossigen giebelständigen westlichen Scheune aus der zweiten Hälfte des 19. Jahrhunderts in Fachwerk mit Steinausfachungen und zum Teil verbohlt, mit Walmdach und Querdurchfahrt sowie westlichem Anbau mit Pultdach[3]
- sowie weiteren nicht denkmalgeschützten Nebenanlagen.

Das Landesdenkmalamt befand: „… geschichtliche Bedeutung … als beispielhafte Hofanlage aus der 2. Hälfte des 19. Jhs.“